# Jairo Ruiz López
Pour les articles homonymes, voir Ruiz et López.
Jairo Ruiz López né le 26 novembre 1988 à Almería est un triathlète handisport espagnol.

## Palmarès triathlon
Le tableau présente les résultats les plus significatifs (podium) obtenus sur le circuit international de paratriathlon depuis 2013,. 
| Année | Paratriathlon                               | Pays     | Position           | Temps           |
| ----- | ------------------------------------------- | -------- | ------------------ | --------------- |
| 2017  | Championnats du monde de paratriathlon PTS5 | Pays-Bas | Médaille d'argent  | 1 h 3 min 21 s  |
| 2017  | Championnats d'Europe de paratriathlon PTS5 | Autriche | Médaille d'argent  | 1 h 3 min 48 s  |
| 2017  | Coupe du monde PTS5 - Étape d'Iseo          | Italie   | Médaille d'or      | 1 h 4 min 33 s  |
| 2017  | Coupe du monde PTS5 - Étape d'Altafulla     | Espagne  | Médaille d'or      | 0 h 59 min 33 s |
| 2016  | Jeux paralympiques de Rio PT4               | Brésil   | Médaille de bronze | 1 h 3 min 14 s  |
| 2016  | Championnats d'Europe de paratriathlon PT4  | Portugal | Médaille d'argent  | 1 h 1 min 39 s  |
| 2016  | Championnats du monde de paratriathlon PT4  | Pays-Bas | Médaille de bronze | 1 h 3 min 59 s  |
| 2014  | Championnats d'Europe de paratriathlon PT4  | Autriche | Médaille de bronze | 1 h 1 min 51 s  |
| 2014  | ITU Series PT4 - Étape d'Iseo               | Italie   | Médaille d'or      | 1 h 0 min 51 s  |
| 2013  | ITU Series TR4 - Étape de Madrid            | Espagne  | Médaille d'or      | 1 h 4 min 43 s  |
| 2013  | Championnats d'Europe de paratriathlon TR4  | Turquie  | Médaille de bronze | 1 h 3 min 2 s   |